# IBM и Холокост
«IBM и Холокост: Стратегический альянс между нацистской Германией и самой могущественной корпорацией Америки» (англ. IBM and the Holocaust: The Strategic Alliance between Nazi Germany and America's Most Powerful Corporation) — книга журналиста-расследователя и историка Эдвина Блэка (англ. Edwin Black), в которой приводятся документальные подтверждения сотрудничества американской транснациональной корпорацией International Business Machines (IBM) и её немецкими и европейскими филиалами с нацистским правительством Адольфа Гитлера с момента создания Третьего рейха в январе 1933 г. и до последнего дня существования режима в мае 1945 г. в конце Второй мировой войны. В книге, опубликованной в 2001 г. и последующих переизданий, Блэк изучает роль технологий IBM в геноциде, поскольку они способствовали созданию и заполнению перфокарт данными национальной переписи населения, военной логистики, статистики гетто, управления движением поездов и управлению концлагерями.

## История вопроса
В начале 1880-х гг. сотрудник Бюро переписи населения США Герман Холлерит придумал вариант подготовки и использования карточек со стандартной перфорацией, каждая из которых отражала бы определённые индивидуальные черты, такие как пол, национальность и род занятий. Миллионы перфокарт, созданных для учёта населения в ходе национальной переписи, можно было сортировать по содержащимся на них битам информации, создавая таким образом портрет нации и её граждан:25. Для электромагнитной записи данных, представленных перфорациями, использовалось устройство замыкания цепи. Технология позволяла осуществлять поиск людей по их отличительным особенностям.
В 1910 году немецкий предприниматель Вилли Хайдингер (нем. Willy Heidinger) основал компанию «Немецкая корпорация машин Холлерита» (нем. Deutsche Hollerith Maschinen Gesellschaft), известную под аббревиатурой «Dehomag»:30. В следующем году Холлерит продал свой американский бизнес промышленнику Чарльзу Флинту за 1,41 млн долларов США (эквивалентно 44,3 млн долларов США в 2022 году):31. Новое подразделение по разработке и производству счетно-вычислительных машин вошло в состав нового конгломерата под названием Computing-Tabulating-Recording Company (CTR):31. На пост руководителя нового подразделения Флинт пригласил известного продавца компании National Cash Register Corporation — Томаса Дж. Уотсона:38–39. В 1923 году немецкая компания Dehomag стала прямым дочерним предприятием американской корпорации CTR:44. В 1924 году Уотсон занял пост генерального директора CTR и переименовал компанию в International Business Machines.
Блэк подробно описывает деловые отношения между компанией IBM, в которой работал Уотсон, и формирующимся немецким режимом во главе с Адольфом Гитлером и Национал-социалистической немецкой рабочей партией. Гитлер пришел к власти в январе 1933 года, а уже 20 марта того же года он основал концентрационный лагерь для политических заключенных в баварском городе Дахау, недалеко от Мюнхена. Сразу же начались репрессии против политических противников и этнического еврейского населения страны. К апрелю 1933 года в тюрьмах находилось около 60 тыс. человек:44–45. Деловые отношения между IBM и гитлеровским режимом развивались по нарастающей, несмотря на широкие международные призывы к экономическому бойкоту:45. Вилли Хайдингер, остававшийся руководителем Dehomag, немецкого филиала, 90 % акций которого принадлежало IBM, был горячим сторонником гитлеровского режима:50.
12 апреля 1933 г. правительство Германии объявило о планах проведения давно откладывавшейся национальной переписи населения — этот проект был важен для нацистов в качестве механизм выявления евреев, цыган и этнических групп, считавшихся нежелательными для режима:54. Компания «Dehomag» вызвалась оказать помощь немецкому правительству в решении задачи этнической идентификации, особенно для 41 млн жителей Пруссии:55. Эта деятельность не только согласовывалась Томасом Уотсоном и IBM в Америке, утверждает Блэк, но и активно поощрялась и поддерживалась финансово: в октябре 1933 г. Уотсон сам отправился в Германию, а компания увеличила инвестиции в немецкий филиал с 400 тыс. до 7 млн. рейхсмарок — около 1 млн долларов (эквивалент 22,6 млн долларов США в 2022 году):60. Вливание американского капитала позволило «Dehomag» приобрести землю в Берлине и построить первый завод IBM в Германии, что по утверждению Блэка, подтверждает «масштабные финансовые отношения компании IBM с гитлеровским режимом»:60.
Блэк также приводит документы о «секретной сделке», заключенной между Хайдингером и Уотсоном во время визита последнего в Германию, которая давала «Dehomag» преимущества за пределами Германии перед другими национальными филиалами, позволяя «нацифицированной» компании «поставлять технологии перфокарт непосредственно клиентам IBM на этих территориях»:61. В результате нацистская Германия вскоре стала вторым по значимости клиентом IBM после американского рынка:110. Перепись населения 1933 г., разработка и услуги по составлению таблиц для которой были предоставлены IBM через её немецкий филиал, оказала огромную поддержку усилиям нацистов по выявлению, изоляции и, в конечном счете, уничтожению еврейского населения Германии. Данные переписи, составленные с помощью машин, значительно расширили оценочную численность евреев в Германии за счет выявления лиц, имеющих только одного или несколько еврейских предков. Прежние оценки в 400—600 тыс. человек были поставлены под сомнение, и новая оценка составила 2 млн евреев в стране с населением 65 млн человек:110.
По мере того, как нацистская военная машина оккупировала страны Европы, за капитуляцией следовала перепись населения каждой покоренной страны с целью выявления и изоляции евреев и цыган. Операции по переписи населения были тесно переплетены с технологией и картами, поставляемыми немецкими и польскими филиалами IBM, которые после успешного вторжения Германии на основании решения головной компании расширили свою деятельность на территорию Польши:193. Данные, полученные с помощью оборудования, поставленного IBM через её немецкий и другие национальные филиалы, сыграли важную роль в усилиях немецкого правительства по изоляции и уничтожению этнического еврейского населения по всей Европе:198. Блэк заявляет, что в каждом нацистском концлагере существовал «отдел Холлерита» (нем. Hollerith-Abteilung), который отслеживал заключенных с помощью перфокарт IBM:351. В своей книге Блэк утверждает, что «без техники IBM, её постоянного обслуживания, а также поставок перфокарт, нацистские лагеря никогда не смогли бы справиться с тем количеством заключенных, которое в них находились»:352.
В обновленное издание 2002 г., вышедшее в издательстве Three Rivers Press/Time Warner Paperbacks, и в расширенное издание 2012 г., вышедшее в издательстве «Диалог» (Dialog Press), автор включил новые доказательства связи между штаб-квартирой IBM в США и её польским филиалом во время нацистской оккупации. В 2012 г. Блэк опубликовал второе расширенное издание с большим количеством документов. Расширенное издание 2012 года содержит 32 страницы новых фотографических и документальных свидетельств.

## Польский филиал IBM после вторжения
В обновленном издании 2002 г. приводятся дополнительные свидетельства того, что компания IBM создала в Польше специальный филиал под названием Watson Business Machines для работы с железнодорожными перевозками в польском генерал-губернаторстве. Эдвин Блэк утверждает, что IBM сделала это после вторжения нацистов в Польшу 1 сентября 1939 года и продолжила деловые отношения во время Холокоста в Польше. Watson Business Machines располагала производственными мощностями вблизи Варшавского гетто.
В редакционной статье, опубликованной в 2002 г. в газете SFGate, Блэк документально подтвердил, что этот польский филиал отчитывался перед IBM в Женеве, которая, в свою очередь, отчитывалась перед головной компанией в Нью-Йорке. Далее Блэк утверждает, что генеральный менеджер IBM в Европе подчинялся непосредственно Томасу Уотсону-старшему (Thomas Watson Sr.), и польский транспорт были отправлены в Румынию для помощи в проведении переписи евреев.
В своей книге Блэк приводит слова Леона Кшеменецкого (англ. Leon Krzemieniecki), последнего оставшегося в живых, участвовавшего в организации железнодорожных перевозок в Освенцим и Треблинку, о том, что он знал, что машины с перфокартами были не немецкими, поскольку этикетки были на английском языке. Блэк подробно описывает, как доходы от машин, использованных в Польше, отправлялись через Женеву в головную компанию в Нью-Йорк.

### Система продаж
Эдвин Блэк подробно описывает, как IBM не только сдавала машины в аренду нацистской Германии, но и обеспечивала постоянное техническое обслуживание, продавала запасные части и специальную бумагу, необходимую для изготовления перфокарт.
Ни одна машина не была продана — только арендована, IBM была единственным поставщиком перфокарт и запасных частей к оборудованию. Обслуживание машин осуществлялось непосредственно на месте, либо через сеть авторизованных дилеров. Универсальных перфокарт не существовало — каждая серия карт разрабатывалась инженерами IBM по заказу для сбора информации, поступающей в машину, и для табуляции информации, которую требовалась нацистам в тот или иной момент
После публикации расширенного издания 2012 г. Блэк написал для Huffington Post: «Перфокарты, оборудование, обучение, обслуживание и работа по специальным проектам, таким как перепись населения и идентификация, осуществлялись непосредственно штаб-квартирой IBM в Нью-Йорке, а затем через её филиалы в Германии, известные как Deutsche Hollerith-Maschinen Gesellschaft (Dehomag), Польше, Голландии, Франции, Швейцарии и других европейских странах». Он добавил, что на перфокарты наносилась выходная информация производителя — немецкой компании «Dehomag».

## Реакция

### Позиция IBM
Хотя IBM никогда напрямую не опровергала доказательства, приведенные в книге, она подвергла критике методы исследования и выводы Блэка. IBM заявила, что не располагает никакой другой информацией о компании в период Второй мировой войны или о деятельности «Dehomag», поскольку, по её мнению, большинство документов было уничтожено или потеряно во время войны.
IBM также обратила внимание на то, что ранее отклоненный иск, инициированный юристами, представляющими интересы выживших в концлагерях, был подан в 2001 г. и приурочен к выходу книги Блэка. Адвокаты жертв Холокоста признали, что подача иска была приурочена к выходу книги Блэка, пояснив, что их стратегия связей с общественностью сыграла важную роль в достижении ими мирового соглашения по нацистской эпохе на общую сумму более 7 млрд долл. в досудебном порядке.
После публикации обновленного издания книги Блэка в 2002 г. IBM ответила, что не убеждена в наличии каких-либо новых фактов и не имеет доказательств того, что IBM способствовала Холокосту. IBM отвергла утверждение Блэка о том, что IBM скрывает информацию и документы, касающиеся периода Второй мировой войны. За несколько лет до этого IBM передала свои корпоративные документы того периода в академические архивы Нью-Йорка и Штутгарта, Германия, для изучения неопределенными «независимыми учеными».
В начале 2021 г. Блэк выпустил юбилейное 20-е издание, в рамках которого были проведены специальные публичные мероприятия и опубликована статья, в которой говорилось, что за двадцать лет «ничего не изменилось», и указывалось на то, что «IBM никогда не просила исправить или опровергнуть какие-либо факты, приведенные в книге».

#### Споры о редактировании Википедии
В 2010 г. Блэк сообщил о том, что неизвестные редакторы Википедии подвергли вандализму его исследование о роли IBM в Холокосте. Неясно, были ли эти редакторы сотрудниками IBM, но Блэк утверждает, что «[их] открыто поддерживал корпоративный архивариус IBM Пол Ласевич (англ. Paul Lasewicz), используя свое настоящее имя, и никнеймы» — тем не менее Блэк называет Ласевича «честным человеком» и указывает на то, что он отказался от участия в обсуждении из-за потенциального конфликта интересов, а затем полностью самоустранился.

### Мнения критиков
Книга вышла в свет 11 февраля 2001 г. одновременно в 40 странах на 14 языках, с последующими расширенными изданиями, появились сотни опубликованных рецензий на многих языках.
При выходе первого издания в 2001 году журнал Newsweek назвал книгу «взрывной», добавив при этом: «Подкрепленная исчерпывающими исследованиями, аргументация Блэка проста и ошеломляюща. … Блэк убедительно доказывает, что нацистская Германия использовала перфокарточные машины IBM для выполнения важнейших задач, связанных с Холокостом и военными действиями Германии… Блэк неопровержимо доказывает, что машины помогли нацистам уничтожать евреев».
В 2003 г. Американское общество журналистов и авторов American Society of Journalists and Authors отметило книгу «IBM и Холокост» премией «Лучшая документальная книга года» (англ. Best Non-Fiction Book of the Year).
Ричард Бернстайн (англ. Richard Bernstein), в своей статье для журнала The New York Times Book Review отметил, что «Эдвин Блэк убедительно доказывает полную аморальность прибыли и безразличие к последствиям», но несмотря на то, что исследование «исчерпывающее и хорошо документированное, оно всё же не доказывает, что IBM несет ответственность за совершенное зло».
В рецензии, опубликованной в 2001 г. в газете Los Angeles Times, историк и профессор Калифорнийского университета Саул Фридлендер писал: «Автор убедительно показывает, какие усилия предпринимала IBM для получения максимальной прибыли, продавая свои машины и перфокарты в страну, чьи преступления вскоре станут широко известны. Блэк с большой точностью показывает, что богоподобный владелец корпорации Томас Уотсон был невосприимчив к моральной оценке своих сделок с гитлеровской Германией и в течение многих лет питал симпатию к нацистскому режиму».
В другой рецензии на первое издание Дэвид Чезарани (англ. David Cesarani) из Саутгемптонского университета заявил, что Блэк представил «шокирующие доказательства» того, что американская компания IBM продолжала поставлять перфокарты и другие услуги нацистам «вопреки правилам союзников, запрещающим торговлю с врагом».
В 2001 г. в рецензии на первое издание в журнале The Atlantic Джек Битти (англ. Jack Beatty) написал: «Это шокирующая книга… Эдвин Блэк документально подтвердил гнусные отношения между великой американской компанией и Третьим рейхом, которые продолжались и в годы войны».
В рецензии профессора Роберта Урекью (англ. Robert Urekew) в журнале Harvard International Review говорится следующее: «Исследование Блэка раскрывает неоспоримый факт: после начала Второй мировой войны корпорация IBM знала о местонахождении каждой из своих машин, арендованных в Европе, и о том, на какие доходы она могла от них рассчитывать».
После выхода обновленного издания в 2002 г. Оливер Беркман (англ. Oliver Burkeman) написал в газете The Guardian: «Эта книга представляет собой первое доказательство того, что сделки компании с нацистами контролировались из её штаб-квартиры в Нью-Йорке на протяжении всей Второй мировой войны». Сэм Джаффе (англ. Sam Jaffe) в журнале Businessweek писал: «Благодаря исчерпывающим исследованиям Блэк доказывает, что IBM и Watson вступили в сговор с нацистской Германией для автоматизации геноцида евреев Европы».
В 2002 г. агентство Reuters сообщило, что историки из исследовательской группы Блэка заявили, что в обновленном издании были использованы недавно обнаруженные нацистские документы и свидетельства польских очевидцев, о наличии связей между американской компанией IBM и операциями Третьего рейха в Польше.
Несколько рецензентов публично отозвали свои негативные отзывы, принеся письменные извинения и осуществив пожертвования в музеи Холокоста, в том числе рецензенты The Jerusalem Report, Nature Magazine, AudioFile magazine, Annals of the History of Computing и World Association of International Scholars.

## Судебные разбирательства
В феврале 2001 г. в федеральный суд США был подан иск против IBM в связи с тем, что компания якобы предоставила технологию перфокарт, способствовавшую Холокосту, и скрыла деятельность немецкой дочерней компании IBM «Dehomag». В иске не было доказательств того, что должностные лица IBM в Нью-Йорке прямо приказали поставлять технологию нацистам, понимая, что она будет использоваться в концентрационных лагерях; однако адвокаты, представляющие интересы жертв, утверждали, что основатель «Dehomag» Хайдингер гордился тем, что передал Гитлеру данные, которые могли быть использованы в «корректирующих мероприятиях», и обещал «слепо выполнять приказы фюрера». В апреле 2001 г. иск был отозван, поскольку юристы опасались, что он замедлит выплаты из немецкого фонда помощи жертвам Холокоста, пострадавшим от нацистских преследований, а немецкое подразделение IBM перечислило в этот фонд 3 млн долларов, явно избегая признания своей ответственности.
В 2004 г. цыганская правозащитная организация Gypsy International Recognition and Compensation Action подала иск против IBM в Швейцарии Однако в 2006 г. дело было прекращено в связи с истечением срока давности.
«Фонд электронных рубежей» в 2015 году в своем иске против IBM, поданном в федеральный суд США, заявил: "Обращаем внимание на опасные параллели между действиями IBM по отношению к Южной Африке и нацистской Германии: IBM целенаправленно «способствовала грубым нарушениям прав человека в Третьем рейхе и осуществлению политики апартеида в Южной Африке».